# Emmerich Schwemlein
Emmerich Schwemlein (* 12. Juli 1950 in Baja, Ungarn) ist ein österreichischer Berufsschullehrer und Politiker (SPÖ). Schwemlein war von 1992 bis 2002 Abgeordneter zum Österreichischen Nationalrat und von 2004 bis 2009 Abgeordneter zum Salzburger Landtag.

## Ausbildung und Beruf
Schwemlein besuchte die Volks- und Hauptschule und von 1965 bis 1968 die Handelsschule in Zell am See. Die Handelsakademie absolvierte Schwemlein in einer Abendschule und schloss diese 1973 ab. Dazwischen leistete Schwemlein von 1971 bis 1972 den Präsenzdienst ab. Schwemlein besuchte von 1975 bis 1976 die Berufspädagogische Akademie in Innsbruck und studierte von 1978 bis 1982 Politik- und Erziehungswissenschaften an der Universität Salzburg. Zudem absolvierte Schwemlein die Berufspädagogische Akademie in Graz.
Schwemlein von 1973 bis 2005 Lehrer an der Landesberufsschule für kaufmännische Lehrberufe in Zell am See, zuletzt als Direktor.

## Politik
Schwemlein war von 1984 bis 1994 sowie seit 1995 Gemeinderat in Bruck an der Großglocknerstraße. Schwemlein ist seit 1992 Bezirksparteivorsitzender der SPÖ Pinzgau und Mitglied des Landesparteipräsidiums. Zudem übt Schwemlein seit 1994 die Funktion des Bezirksvorsitzenden des Sozialdemokratischen Lehrervereins Österreichs (SLÖ) Zell am See.
Schwemlein vertrat zwischen dem 1. April 1992 und dem 19. Dezember 2002 die SPÖ im Nationalrat. Er trat bei der Landtagswahl 2004 auf Platz fünf der Landesliste an und vertritt die SPÖ seit dem 28. April 2004 als Abgeordneter zum Salzburger Landtag und Bereichssprecher für Tourismus. Schwemlein trat bei der Landtagswahl 2009 aus privaten Gründen nicht mehr an und schied per 22. April 2009 aus dem Landtag aus.

## Auszeichnungen
- Großes Goldenes Ehrenzeichen für Verdienste um die Republik Österreich (2003)[3][4]
- Großes Verdienstzeichen des Landes Salzburg (2010)[5]